# Lolo Sainz
Pour les articles homonymes, voir Lolo et Sainz.
Lolo Sainz, né le 28 août 1940 à Tétouan, est un joueur et entraîneur espagnol de basket-ball.

## Biographie
Il a pratiquement fait toute sa carrière au Real Madrid, tant en tant que joueur, puis entraîneur et directeur des opérations basket-ball.
Durant sa carrière de joueur, il obtient de nombreux titres sur la scène nationale mais surtout participe aux premiers titres européens du Real. Après deux finales de Coupe des clubs champions perdues en 1962 et 1963, il remporte la première de ses quatre victoires dans cette compétition en tant que joueur en 1964 face au club tchèque du Spartak de Brno. Les trois autres victoires ont lieu en 1965, 1967 et 1968, respectivement face au CSKA Moscou, Simenthal Milan et de nouveau le Spartak de Brno.
Après cette carrière de joueur, il entâme une carrière d'entraîneur, d'abord dans les catégories de jeunes du Real, puis au Club Vallehermoso Madrid. Revenu au Real en tant qu'assistant entraîneur, il prend la direction de l'équipe. Sous sa conduite, le Real remporte deux nouvelles Coupes des champions, ce qui en fait le seul à avoir triomphé dans cette compétition à multiples reprises en tant que joueur puis entraîneur . Il remporta également les Coupes des Coupes 1984, 1989 et la Coupe Korać 1988.
En 2008, il est élu parmi les dix entraîneurs qui font partie des 50 personnalités les plus marquantes du basket-ball européen,. Ces 50 personnalités seront célébrées lors du Final Four 2088 de l'Euroligue disputé à Madrid.

## Carrière Joueur
- 1961-1968 :  Real Madrid

## Palmarès joueur

### Club
compétitions internationales 
- Vainqueur de la Coupe des clubs champions 1964, 1965, 1967, 1968

 compétitions nationales 
- Champion d'Espagne 1962, 1963, 1964, 1965, 1966, 1968

## Carrière entraîneur
- 1972-1973 :  Club Vallehermoso Madrid
- 1973-1975 :  Real Madrid (assistant entraîneur)
- 1975-1989 :  Real Madrid
- 1990-1992 :  Joventut de Badalona

## Palmarès entraîneur

### Club
compétitions internationales 
- Vainqueur de la Coupe des clubs champions 1978, 1980
- Vainqueur de la Coupe des Coupes 1984, 1989
- Vainqueur de la Coupe Korać 1988
- Vainqueur de la Coupe intercontinentale 1975-1976, 1976-1977, 1977-1978
- Vainqueur du mondial des clubs 1980-1981

 compétitions nationales 
- Champion d'Espagne 1976, 1977, 1979, 1980, 1982, 1984, 1985, 1986, 1991, 1992
- Vainqueur de la Coupe du Roi 1977, 1985, 1986, 1989

### Championnat d'Europe
- Championnats d'Europe 1999 à Paris,  France
  -  Médaille d'argent

## Distinction personnelle
- Élu meilleur entraîneur de la Liga ACB de la saison 1990-1991